# Jeff Gardner
Jeff Gardner (*  1953 in New York) ist ein US-amerikanischer Pianist und Komponist des Modern Jazz sowie Hochschullehrer und Autor.

## Leben
Jeff Gardner studierte bei Jaki Byard, Don Friedman und  John Lewis sowie Harmonielehre bei Nadia Boulanger, arbeitete später mit Steve Lacy (Futurities), Kenny Wheeler (California Daydream, 1991) und mit Rick Margitza  (Game of Chance, 1996), außerdem mit Norma Winstone, Eddie Harris, Freddie Hubbard, Clark Terry, Slide Hampton, Sheila Jordan, Ron McClure, Ndugu Chancler und Charlie Mariano.
Mit Rick Margitza sowie Nelson Varas, Riccardo Del Fra und Simon Goubert nahm er 1994 das Album unter eigenem Namen Second Home für das Musidisc-Label auf; 1999 folgte The Music Must Change: Jazz Compositions Inspired by the Works of Paul Auster in Trio-, Quartett und Quintett-Besetzung mit Margitza, Ingrid Jensen, Drew Gress und dem Schlagzeuger Tany Jefferson mit Titeln nach Werken von Paul Auster, wie „Ghosts“, „The Music of Chance“, „Mr. Vertigo“ und „City of Glass“. 2001 nahm Gardner das Piano-Soloalbum Spirit Call auf, 2002 folgte in Trio-Besetzung mit Billy Hart und Eddie Gomez Continuum. Im Jahr 2002 zog er nach Brasilien und arbeitete dort mit brasilianischen Musikern, wie Victor Assis Brasil, Dori Caymmi und Karim Ziad. 2006 entstand das Duo-Album Alchemy mit dem Bassisten Gary Peacock.
Gardner Active unterrichtete außerdem an der New York University und gab verschiedene Workshops; er ist Autor der Musikbücher „Jazz Piano: Creative Concepts and Techniques“, „Sentimento Brasilieiro“, „Jeff Gardner’s Blues Book“ und „Easy Jazz Preludes“ (bei Editions H. Lemoine, Paris), „24 Jazz Preludes“ (bei Terramar Music) und ist mit Niels Lan Doky Co-Autor des Werkes  „Jazz Transcription“ (Advance Music). Er veröffentlichte zudem Artikel über Jazz und brasilianische Musik im Keyboard Magazine.